# Муромська сільська рада
Му́ромська сільська́ ра́да — адміністративно-територіальна одиниця та орган місцевого самоврядування в Білогірському районі Автономної Республіки Крим. Адміністративний центр — село Муромське.

## Загальні відомості
- Населення ради: 1 626 осіб (станом на 2001 рік)

## Населені пункти
Сільській раді підпорядковані населені пункти:
- с. Муромське
- с. Дивне
- с. Кривцове
- с. Сінне
- с. Хлібне

## Склад ради
Рада складається з 16 депутатів та голови.
- Голова ради: Аблякімов Сервер
- Секретар ради: Куртвелієва Олена Олександрівна

### Керівний склад попередніх скликань
| Прізвище, ім'я, по батькові  | Основні відомості                                                 | Дата обрання | Дата звільнення |
| ---------------------------- | ----------------------------------------------------------------- | ------------ | --------------- |
| Аблякімов Сервер Аблякімович | Сільський голова, 1940 року народження, безпартійний              | 26.03.2006   | 31.10.2010      |
| Аблякімов Сервер Аблякімович | Сільський голова, 1964 року народження, освіта вища, безпартійний | 31.10.2010   |                 |

Примітка: таблиця складена за даними сайту Верховної Ради України

### Депутати
За результатами місцевих виборів 2010 року депутатами ради стали:

#### За суб'єктами висування
| Суб'єкт висування | Кількість обраних депутатів | %  |
| ----------------- | --------------------------- | -- |
| Партія регіонів   | 8                           | 50 |
| Самовисування     | 8                           | 50 |

#### За округами
| № округу        | Прізвище, ім'я, по батькові     | Дата визнання обраним | Освіта             | Партійна приналежність | Відомості про обраного депутата                      |
| --------------- | ------------------------------- | --------------------- | ------------------ | ---------------------- | ---------------------------------------------------- |
| Партія регіонів |                                 |                       |                    |                        |                                                      |
| 4               | Фрунзе Татьяна Володимірівна    | 04.11.2010            | вища               | член Партії регіонів   | Муромська загальноосвітня школа І-ІІІ ст., завуч     |
| 7               | Пономаренко Любов               | 04.11.2010            | середня спеціальна | позапартійна           | тимчасово не працює                                  |
| 8               | Семашко Надія Вікторівна        | 04.11.2010            | середня спеціальна | позапартійна           | тимчасово не працює                                  |
| 9               | Цуп Галина Миколаївна           | 04.11.2010            | середня спеціальна | член Партії регіонів   | Муромский будинок культури, директор                 |
| 10              | Філіппов Роман Александрович    | 04.11.2010            | середня спеціальна | член Партії регіонів   | тимчасово не працює                                  |
| 12              | Куртвелієва Олена Олександрівна | 04.11.2010            | вища               | позапартійна           | тимчасово не працює                                  |
| 13              | Смойлова Світлана Володимірівна | 04.11.2010            | середня спеціальна | член Партії регіонів   | реалізатор                                           |
| 15              | Абдурешитов Руслан Джевдетович  | 04.11.2010            | середня            | член Партії регіонів   | тимчасово не працює                                  |
| Самовисування   |                                 |                       |                    |                        |                                                      |
| 1               | Мустафаєва Зухра Карімівна      | 04.11.2010            | середня            | позапартійна           | тимчасово не працює                                  |
| 2               | Чілікіна Ніна Олександрівна     | 04.11.2010            | середня            | позапартійна           | пенсіонер                                            |
| 3               | Шамраєва Ольга Володимірівна    | 04.11.2010            | середня спеціальна | позапартійна           | Муромський фельдшерсько-акушерський пункт, медсестра |
| 5               | Єліева Аліє Недимівна           | 04.11.2010            | середня спеціальна | позапартійна           | тимчасово не працює                                  |
| 6               | Пригодюк Наталя Леонідівна      | 04.11.2010            | середня спеціальна | член Партії регіонів   | Муромський дитячий садок, вихователь                 |
| 11              | Аджиміров Сервер Вітанович      | 04.11.2010            | вища               | позапартійний          | тимчасово не працює                                  |
| 14              | Самедінов Едем Алійович         | 04.11.2010            | середня            | позапартійний          | предприниматель                                      |
| 16              | Табах Азіз Алійович             | 04.11.2010            | середня            | позапартійний          | тимчасово не працює                                  |